# Молоково (Опочецкий район)
Молоково — деревня в Опочецком районе Псковской области. Входит в состав муниципального образования Матюшкинская волость.
Расположена на левом берегу реки Великой, в 11 км к северу от города Опочка и в 10 км к юго-востоку от волостного центра, деревни Матюшкино. Восточнее (на другом берегу Великой) находятся деревни Барабаны и Белки.
Численность населения составляет 40 жителей (2000 год).